# Heider Hof
Der Heider Hof, auch Heiderhof geschrieben, ist eine aus einer Hofschaft hervorgegangene Ortslage in der bergischen Großstadt Solingen.

## Lage und Beschreibung
Heider Hof befindet sich im Stadtbezirk Gräfrath östlich der historischen Altstadt von Gräfrath. Die zu dem Ort gehörenden Gebäude, darunter bis heute auch ein landwirtschaftlicher Betrieb, liegen an der Straße Heider Hof, die die Lützowstraße im Osten mit der Melanchthonstraße im Westen verbindet. Die Straße und den Ort umgeben landwirtschaftlich genutzte Flächen. Bei Heider Hof entspringt der Nümmener Bach, der bei der Bausmühle in die Itter mündet. Südlich liegt das Gewerbe- und Industriegebiet Dycker Feld, zu dem auch das Schneidwarenunternehmen Martor gehört. das am Heider Hof seinen Sitz hat.
Benachbarte Orte sind bzw. waren (von Nord nach West): Steinbeck, Schieten, Flockertsholz, Laiken, Oben zum Holz, Neuenhaus, Paashaus, Dyck, Ziegelfeld (Ost), Gräfrath und Piepersberg.

## Etymologie
Der Ortsname bezeichnet einen Hof, in dessen Umgebung Heidekräuter wachsen. Diese Ortsbezeichnung kommt mehrfach in Solingen vor, so auch in Heide, Heidberg oder Heidufer. Die Schreibweise des Ortes hat sich über die Jahrhunderte leicht gewandelt. Während noch mindestens bis in die 1950er Jahre der Ortsname zusammengeschrieben wurde, wird er seither, später auch offiziell, auseinander geschrieben.

## Geschichte
Heider Hof kann bis in das 16. Jahrhundert zurückverfolgt werden. In dem Kartenwerk Topographia Ducatus Montani, Blatt Amt Solingen, von Erich Philipp Ploennies, aus dem Jahre 1715 ist der Ort mit einer Hofstelle verzeichnet und als Heider=hof benannt. Der Ort gehörte zur Honschaft Gräfrath innerhalb des Amtes Solingen. Die Topographische Aufnahme der Rheinlande von 1824 verzeichnet den Ort als Heiderhof, ebenso wie die Preußische Uraufnahme von 1843. In der Topographischen Karte des Regierungsbezirks Düsseldorf von 1871 ist die Hofschaft erneut als Heiderhof verzeichnet.
Nach Gründung der Mairien und späteren Bürgermeistereien Anfang des 19. Jahrhunderts gehörte der Ort zur Bürgermeisterei Gräfrath. 1815/16 lebten 38 Einwohner, 1830 44 Menschen im als Weiler kategorisierten Ort. 1832 war Heiderhof weiterhin Teil der Honschaft Gräfrath innerhalb der Bürgermeisterei Gräfrath. Der nach der Statistik und Topographie des Regierungsbezirks Düsseldorf als Hofstadt kategorisierte Ort besaß zu dieser Zeit fünf Wohnhäuser, eine Fabrik bzw. Mühle und vier landwirtschaftliche Gebäude. Zu dieser Zeit lebten 56 Einwohner im Ort, davon sechs katholischen und 50 evangelischen Bekenntnisses. Die Gemeinde- und Gutbezirksstatistik der Rheinprovinz führt den Ort 1871 mit fünf Wohnhäusern und 57 Einwohnern auf. Im Gemeindelexikon für die Provinz Rheinland werden 1885 acht Wohnhäuser mit 46 Einwohnern angegeben. 1895 besitzt der Ortsteil acht Wohnhäuser mit 48 Einwohnern, 1905 werden neun Wohnhäuser und 70 Einwohner angegeben.

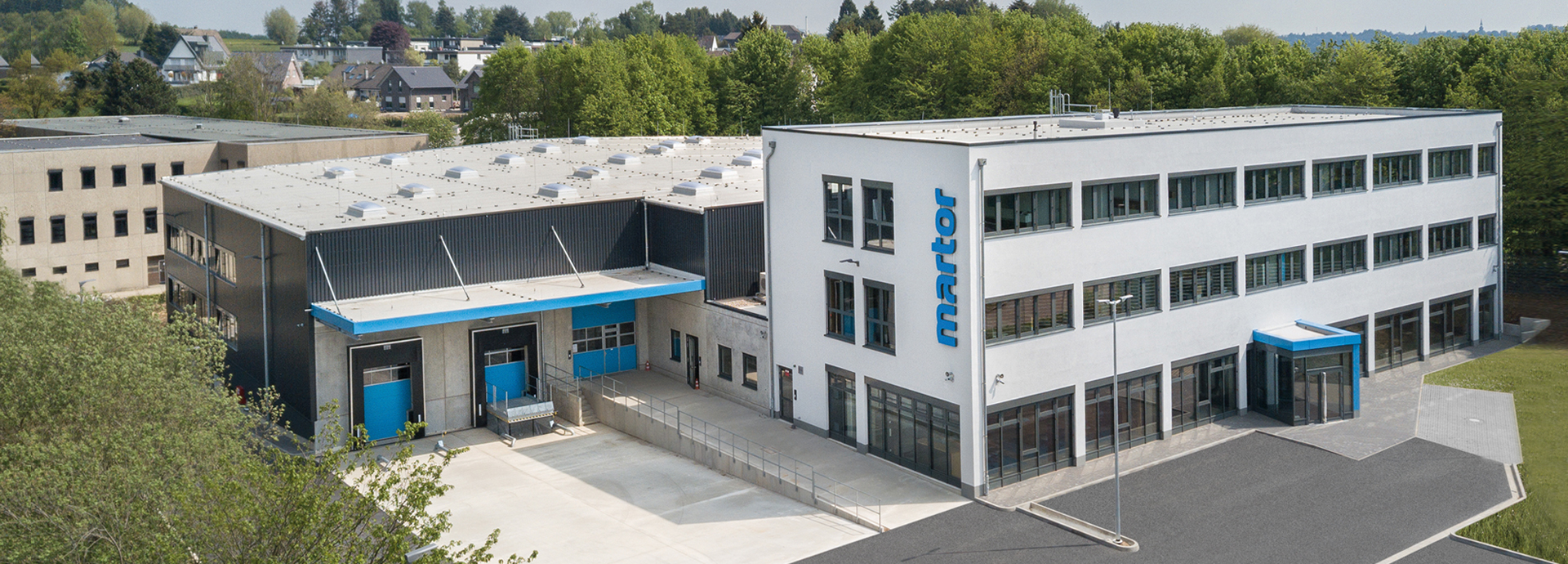
Martor am Heider Hof

Mit der Städtevereinigung zu Groß-Solingen im Jahre 1929 wurde der Ort ein Teil Solingens. Im Zuge der Errichtung des Gewerbe- und Industriegebiets Dycker Feld auf den ehemaligen Ackerflächen südlich des Heider Hofes entstand östlich des alten Bauernhofes der Neubau des Sicherheitsmesserproduzenten Martor. Seit 1984 steht das zum Bauerngut gehörende Schieferhaus Heider Hof 46 unter Denkmalschutz, das oben abgebildet ist.
Der Bauverein Gräfrath erweiterte ab 2015 am Heider Hof seinen Wohngebäudebestand. An einer neuen Stichstraße, die nach dem Gräfrather NS-Widerstandskämpfer den Namen Fritz-Gräbe-Straße erhielt, entstanden bis Ende des Jahres 2016 vier Mehrfamilienhäuser für die Mitglieder der Wohnungsbaugenossenschaft.